# PacWest Racing
PacWest Racing – zespół wyścigowy startujący w serii Champ Car. Jego właścicielem był Bruce McCaw, który założył zespół w 1993 roku i wystartował z jednym samochodem w dwóch wyścigach pod koniec sezonu (kierowcą był Dominic Dobson). Od następnego roku zespół startował w pełnym cyklu zawodów z dwoma samochodami. Pierwsze zwycięstwo dla PacWest odniósł w 1997 roku Mark Blundell. Jednocześnie był to najlepszy sezon w historii zespołu – odnieśli w nim 4 zwycięstwa (trzy razy Blundell, raz Maurício Gugelmin). Kolejne lata były już słabsze, dopiero w 2000 roku kolejny raz udało się kierowcy PacWest zająć miejsce na podium. Piąte i ostatnie zwycięstwo w historii zespołu odniósł w 2001 roku na torze w Nazareth Scott Dixon, dla którego był to wtedy zaledwie trzeci start w serii Champ Car i pierwszy na torze owalnym. Rok 2002 był dla zespołu ostatnim w historii. W związku z brakiem wystarczających funduszy od sponsorów, PacWest zdołał wystartować tylko w trzech pierwszych wyścigach sezonu, po których zespół został zlikwidowany. Jego pozostałości wykupił Kevin Kalkhoven który przed sezonem 2003 stworzył zespół PK Racing (obecnie KV Racing Technology).
Samochody zespołu PacWest zostały wykorzystane w filmie Wyścig jako samochody głównych bohaterów Jimmy'ego Bly (#18) i Joego Tanto (#17).

## Kierowcy
- Mark Blundell (1996–2000)
- Scott Dixon (2001–2002)
- Dominic Dobson (1993–1994)
- Teo Fabi (1996)
- Juan Manuel Fangio II (1995)
- Maurício Gugelmin (1995–2001)
- Roberto Moreno (1999)
- Oriol Servià (2002)
- Scott Sharp (1994)
- Danny Sullivan (1995)